# Fru Marie Grubbe
Fru Marie Grubbe er en roman skrevet af den danske forfatter J.P. Jacobsen og udgivet i 1876. Bogen er et af hovedværkerne i naturalismen i Danmark.
Romanen er en af mange skønlitterære fortolkninger af den historiske adelskvinde Marie Grubbes liv. Hun var en selvstændig kvinde, der ikke var bange for at sætte sig ud over tidens normer. Derfor har hun været interessant for forfattere gennem flere hundrede år, bl.a. Ludvig Holberg, H.C. Andersen og i nyere tid Juliane Preisler og Lone Hørslev.  
Jacobsens portræt fokuserer på det psykologiske aspekt af Grubbes liv, hvor hun forfølger sine seksuelle drifter og derved synker ned til bunden af samfundet.
Fru Marie Grubbe blev optaget i Kulturkanonen i 2005 under litteraturkategorien.

## Handling
På romanens første sider møder læseren den fjortenårige Marie Grubbe på den midtjyske herregård Tjele, som ejes af hendes far Erik Grubbe. Efter en gåtur rundt i den sommerlige have sætter Marie sig til at læse i folkeeventyret om den tålmodige og opopfrende rigmandsfrue Griselda. Så giver hun sig til at plukke roser, nyder de smukke farver og dufte, bader sine arme i de mange roser, og rødmer.:7-10 
Marie var kun en lille pige, da hendes mor døde, og husholdningen varetages derfor af husholdersken Ane, som Marie har et anstrengt forhold til. Årstallet er 1657, og på Tjele får man nys om, at Danmark er kommet i krig med Sverige. Erik Grubbe må derfor tage til København og tager sin datter med sig, så hun meget belejligt kan komme væk fra husholdersken på Tjele og i stedet bo hos sin faster Rigitze i København. Her bliver Marie hurtigt ven med kammerpigen Lucie, men føler sig samtidig ensom, da fasteren ikke har tid til hende, og hun på grund af standsforskellen ikke kan få fortrolighed med kammerpigen.:11-21 
I den strenge vinter i januar 1658 går den svenske hær over de tilfrosne danske bælter i land på Sjælland og forbereder den følgende sommer et angreb på København. Københavnerne er opskræmte og bruger tiden på at forberede sig på krig, være på vagt over for svenske spioner og i øvrigt tale dårligt om svenskere.:25-30 
Kong Frederik IIIs uægte søn, den tyveårige Ulrik Frederik Gyldenløve, som er vokset op i Holsten, er for nylig kommet til København, dels for at lære hoffet og adelen at kende, gå på jagt og nyde det københavnske nattelivs vin og kvinder, dels for at deltage i byens forsvar. På en af voldens bastioner møder han den unge, rige købmand Daniel Knopf. Daniel beklager sig til Ulrik Frederik over, han som ikke-adelig ikke kan få lov at deltage i byens forsvar på lige fod med adelsmændene, skønt han er en dygtig fægter. Selvom Daniel føler et meget større fællesskab med adelsmændene end med de lavere klasser, han selv tilhører, må han finde sig i at blive drillet og gjort til grin pga. sin herkomst.:35-39 
Ulrik Frederik er tiltrukket af den seks år ældre adelsfrøken Sofie Urne, og han opsøger hende for at erklære hende sin kærlighed. Hun påpeger det umulige i deres forhold pga aldersforskellen, men Ulrik Frederik insisterer og hun føjer ham. Snart forloves de, med kongens samtykke.:40-45 
Helvedes Nød og Kvaler er større end noget Menneske kan fatte, thi om En døde radebrækket og under Kneb af gloendes Tænger og han vaagnede udi Helvedes Ild, han vilde længes til sin Bøddelsted som til Abrahams Skjød.

[...]

Helvedes Kvaler er som en susende Stormvind af Smerter, der slider i alle Ledemods mindste Led, som et hvirvlendes Uvejr af ufattelige Veer, en evig Hvirvel af Jammer og Pine, thi som een Bølge skyller mod Stranden og en næste følger og den næste igjen i al Evindelighed, saaledes følge Helvedes skoldende Sting og Hug paa hinanden evig og evindelig og uden Ende og uden Ophør.
En anden Gyldenløve, Ulrik Christian Gyldenløve, uægte søn af Chr. IV, bliver i 1658 berømt for sin indsats med at afvise de angribende svenskere. Hans indsats og person gør stort indtryk på Marie Grubbe, og hun drømmer om ham. Under en visit hos fasteren fatter han interesse for hendes kønne niece og aflægger nu næsten dagligt Marie besøg. Imidlertid går Ulrik Christian hen og bliver uhelbredeligt syg, og på hans dødsleje prøver kongens præst at få den syge til at bekende og angre sine, angiveligt mange, synder, så han kan komme i Himmerige. Den syge bliver vred og angriber præsten, som må flygte. Nu dukker en anden og barskere præst op, og efter nogen modstand lykkes denne præst med sit forehavende, idet Ulrik Christian angrer og kan modtage nadveren. Lidt efter sniger Marie sig ind til sin syge kæreste, og da hun erfarer, at han skal dø, og grådkvalt vil tage afsked med sin elskede, viser Ulrik Christian hende bort, fordi hun minder ham om hans syndige liv.:46-60 
I sommeren 1659 er krigen efter den mislykkede svenske storm på København kommet på afstand af byen. Forholdet mellem Ulrik Frederik Gyldenløve og Sofie Urne kommer imidlertid i modvind hos kongen og dronningen, som ikke bryder sig om Sofie Urne forhold til den forræderiske Corfitz Ulfeldt og hans kone Leonora Christine. Ulrik Frederik må besøge sin forlovede i smug, og da de i hemmelighed gifter sig, bliver det opdaget, ægteskabet opløst og Sofie Urne sendt i kloster i Holsten, mens Ulrik Frederik bliver sendt i krig mod svenskerne på Fyn.:61-67 
I sommeren 1660 sluttes der fred med svenskerne, og københavnerne kan igen bevæge sig ud af byen. Marie Grubbe er nu 17 år gammel og er begyndt at klæde sig som en voksen kvinde. På en udflugt med familien, hvor man tilfældigvis diskuterer begrebet elskov, møder hun Ulrik Frederik Gyldenløve, som bliver betaget af hende.:70-78 
En forbindelse mellem Ulrik Frederik Gyldenløve og Marie Grubbe er i manges interesse af mange grunde: dels bliver Grubbe-familien knyttet tættere til kongehuset og hoffet, dels får det økonomisk nødlidende kongehus adgang til Maries store medgift, en arv på 12.000 rigsdaler fra hendes mor. De to bliver derfor snart forlovet, men deres følelser for hinanden er hverken for Ulrik Frederiks eller Maries vedkommende de samme stærke som for deres tidligere kærester, hhv. Sofie Urne og Ulrik Christian Gyldenløve.:79-82 
En dag de to rider en tur langs Øresund, kaster Marie sig begejstret ud i et vildt ridt gennem skoven, men de overraskes af uvejr og søger tilflugt i en kro. Her møder de Daniel Knopf, som Ulrik Frederik over for Marie dels roser, dels presser til at underholde dem med hans kendte parodier på adelsfolk.:82-87 
Lige før jul 1660 bliver Ulrik Frederik og Marie gift, og deres ægteskab går hurtigt fra hed forelskelse til afdæmpet og rutinepræget hverdag. Ulrik Frederik længes efter afveksling og spænding og går i foråret 1662 med kongens billigelse i spansk krigstjeneste, men Marie er ked af, at han rejser fra hende. På vej til Spanien besøger Ulrik Frederik i Amsterdam den berømte alkymist og astrolog Burrhi, som den danske konge gerne vil invitere til Danmark, så han kan lære ham at lave guld. Burrhi afslår tilbuddet, fordi så nemt er det heller ikke at lave guld, men indvilliger i stedet i at lægge Ulrik Frederiks horoskop og spå ham ved at læse hans hånd. I hånden ser han tegn på fare i form af noget. der blinker i en kvindes hånd.:88-95 
Ulrik saa med smilende Velbehag paa den smukke, blege Haand, der som et vevert, smidigt, lille Kattedyr leged og tumled i Karmen, krummed sig som til Spring, drejed og vendte sig, skød Ryg, tog Tilløb hen til Brødkniven, rullede med Skaftet, krøb tilbage, lagde sig fladt ned i Karmen, listed sig langsomt hen til Kniven igjen, snoede sig smidigt i Greb om Skaftet, løftede Bladet og lod det spille blankt i Solen, fløj saa op med Kniven…

I samme Nu lynede Kniven ned imod hans Bryst […].
I Ulrik Frederiks fravær mistrives Marie, hun bliver doven og pirrelig og får mærkelig indfald om smerte og lyst. Efter fjorten måneder agter Ulrik Frederik sig tilbage, og Marie er naturligvis meget spændt på at se sin mand igen. Da han endelig dukker op, er han fuld og voldsom og kommer i sin iver efter at holde om Marie til at forstuve hendes håndled, så det svulmer op og gør ondt. Og senere opfører han sig ikke meget bedre over for hende i ægtesengen. Næste dag vågner Marie med blandede følelser af had, undseelse og af at være blevet krænket. Selvom Ulrik Frederik søger at bagatellisere, bortforklare og undskylde sin opførsel aftenen før, er der en spændt stemning mellem mand og kone, og da de på et tidspunkt står sammen ved en vindueskarm, hvor Marie med sin forstuvede hånd i solen leger med en kniv, griber hun pludselig kniven og hugger den mod hans blottede bryst. Han når at afværge stikket, men de er begge chokerede over det skete, og Ulrik Frederik kommer i tanke om Burrhis spådom. Marie er forfærdet over det, hun har gjort og forsøger nu ihærdigt at gøre det godt igen mellem dem. Ulrik Frederik er dog afvisende, for han er sikker på, det er skæbnebestemt at hans kone vil skade ham. Desuden er han under sit ophold i Spanien blandt de mange kongelige dér kommet i tvivl om ikke han ved at gifte sig med Marie har spillet sig muligheder af hænde, og han beslutter derfor at møde hende med kulde.:96-105 
Under parrets sommerophold på Frederiksborg er Marie meget overladt til sig selv, for Ulrik Frederik er som oftest på jagt. I slotsparken overhører Marie en samtale mellem to fremmede, om hendes mand og en kvinde ved navn Karen Fiol. Hun nærmer sig de fremmede, som viser sig at være Daniel Knopf og hans søster, og  Daniel, som siden han mødte Ulrik Frederik og Marie Grubbe på kroen ved Øresund har været dybt betaget af hende og derfor følger efter hende, indrømmer modstræbende, han er bekendt med Ulrik Frederiks utroskab med denne Karen Fiol.:105-110 
Få dage senere dukker en vred og forurettet Marie Grubbe op hos Karen Fiol og hendes elsker Ulrik Fredrik og går korporligt til angreb på Karen, men standses af Ulrik Frederik, som sender hende hjem igen i den vogn med kusk, Daniel Knopf har skaffet hende til lejligheden. Ulrik Frederik frygter sin kones vrede og bebrejdelser, nu hans affære er afsløret, og selv om Marie har klaget til kongen over sin mand, ignorerer hun snart det skete, fordi hendes kærlighed til ham er bristet.:111-114 
På Frederiksborg deltager Marie i forberedelser til en balletforestilling, der skal afholdes i anledning af en forlovelse i kongefamilien, og i den anledning dukker hendes svoger Sti Høg op. Under en lang gåtur ved slottet betror Sti Høg sig til sin svigerinde om sit melankolske livssyn, som skyldes, han er overbevist om, at det dejlige og behagelige i tilværelsen og alle slags glæde og lyst kun kan være kortvarige, fordi de snart vil blive overvundet og fortæret af det mørke, kolde og dystre. Som svar betror Marie ham, hun også kender til bedrøvelse og tilmed gråd, men af andre grunde end Sti Høgs: for Marie er det nærmere en følelse af at være anderledes og mindreværdig i forhold til andre mennesker, så hun ikke evner at leve sit liv så stærkt og intenst som hun gerne ville. Det går nu med forbavselse op for Sti Høg, at både han og Marie kan have draget forhastede konklusioner om deres respektive selvbilleder.:115-120 
Marie Grubbe bliver rost og fejret for sin fine præstation på scenen i balletforestillingen, hvor hun spiller en pige, der må finde sig i de andres spot, fordi hun er elskovssyg og derfor har opgivet sin frihed. Efter forestillingen føler Sti Høg sig endnu mere draget mod Marie Grubbe, end han allerede er gennem deres dage sammen på Frederiksborg, og han søger ensomheden i en grotte lidt borte. Pludselig dukker Marie op hos ham, bøjer sig ned og giver ham et kys. I stedet for at tage kysset som en invitation til elskov nøjes Sti med ærbødigt at kysse hendes hånd, hvorefter Marie går igen.:121-125 
I januar 1664 udnævnes Ulrik Frederik Gyldenløve til statholder i Norge, og trods det kølige forhold mellem dem følger Marie Grubbe ham. Ulrik Frederik bliver i deres første år i Norge på ny betaget af Marie og forsøger at genoplive deres forhold, men det afviser Marie. I breve til sin søster fortæller Marie, at Ulrik Frederik har besvaret hendes afvisning med at omgås andre kvinder på deres slot, og forbudt byens handlende at sælge noget til Marie. Senere installerer han så også sin tidligere elskerinde Karen Fiol på slottet og giver hende tilmed Maries soveværelse, så hun må flytte til et andet og koldere værelse. Ulrik Frederik elsker stadig Marie og hans omgang med de andre kvinder har mest til formål at vække hendes misundelse og jalousi. En dag bliver det for meget for Marie, som giver Karen Fiol en endefuld med et læderbælte. Ulrik Frederik tror, Marie gjorde det af kærlighed til ham og opsøger hende og erklærer hende sin kærlighed. Hun afviser ham igen, og Ulrik Frederik forviser hende fra slottet. Samme nat sejler hun til Danmark.:126-138 
Jeg har for ham kuns Afsky og Foragt i Hjærte, for der er intet een trofast Sentiment i hans Sind, intet een ærlig, varm Blodsdraabe i hans Legem'; han er en Skjøge, ret en forfulet, forbandet Skjøge, og intet en Mand; han har en Skjøges tomme, troløse Øjne og en Skjøges sjælløse, klamme Begjær. Aldrigen har en ærlig, blodsvarm Passion reven ham hen, aldrigen har et hjærtebaaret Ord raabet fra hans Læber. Jeg hader ham, Sti, for jeg føler mig som besudlet af hans listende Hænder og hans skjøgeagtige Ord.
Hjemkommet til Tjele kræver Marie Grubbe skilsmisse, men hendes pragmatiske far håber at kunne redde ægteskabet, og får derfor overtalt Marie til at flytte ind på Kalø gods, som ejes af Ulrik Frederik og var tiltænkt hende i tilfælde af hans død. Samtidig slipper han belejligt for at betale for sin datters underhold. På Kalø opsøges Marie af Sti Høg, som stadig beundrer hende, men som stadig ikke gør nok indtryk på Marie til at hun vil dele sit liv med ham. De to fortsætter dog deres venskab, og Sti råder Marie til, når skilsmissen går i orden, ikke at blive boende på Kalø, men få sin medgift udbetalt og rejse udlands og slå sig ned der, gerne i Frankrig. Ulrik Frederik har hele tiden siden Marie forlod ham undgået at diskutere skilsmisse, dels fordi han håber, hun vil vende tilbage, dels fordi han nødigt kan undvære hendes medgift. Men i begyndelsen af 1670 dør Frederik III, og Ulrik Frederik indser, han må se at få ordnet sine forhold, nu kongen er hans halvbroder. Ulrik Frederik og Marie bliver officielt skilt, og Marie får hele sin medgift tilbage.:139-146 
Marie Grubbe ønsker nu at komme væk fra det hele, og sammen med kammerpigen Lucie rejser hun til Lübeck, hvor Sti Høg snart efter slår følge med hende, så de sammen kan rejse ned i Europa. Sti virker forandret, mere afklaret, og Marie bliver på ny nysgerrig på ham, men forbavses over at høre Lucie fortælle historier om hans mange kvindelige bekendtskaber.:148-152 
På en landevejskro lidt uden for Bremen sidder Marie, Sti og Lucie en aften og varmer sig foran ovnen sammen med to lokale noget bondske øldrikkende adelsmænd, som forsøger at konversere de fine gæster. Øllet stiger dem dog til hovedet, og de bliver nærgående over for damerne. Så deler Sti øretæver ud, og efter nogen tumult får han dem uskadeliggjort. Marie er de næste dage så betaget af Stis voldsomme mandighed den aften, at hun inviterer ham op i sin seng.:152-155 
– For den vil komme en Gang, Marie, som er din Kjærlighed værd eller som du tror den værd, og han vil intet tvivle, intet trygle eller skjælve, han vil bøje dig som lødigt Guld i sin Haand og sætte sin Fod paa din Villie, og du vil være ham følgagtig i Ydmyghed og Glæde; men det er intet fordi han elsker dig mere end som jeg, for det kan intet være, men for han mer har Tro til sig selv og mindre Øje for dit uskaterlige Værd, Marie.

– Ak det er jo ret en Spaamandslektie, I der ramser op, Sti Høg, men det er som I plejer, immer vil Jer Tanke paa Langvejsfart. I er just som Børn, der faar et Spilleværk til Givendes; istedenfor at lege med det og fornøjes ved det, har de ingen Ro, før de faar seet hvad der er inden til og revet det ud af Led og Lave. I fik aldrig Tid til at holde og vare for at fange og gribe; I hugger al Livsens Tømmer op i Tankespaaner tilhobe.

– Farvel, Marie.

– Far vel, Sti Høg, det Bedste I kan.
De følgende måneder kølnes Maries og Stis forhold imidlertid, fordi de begge, og især Marie, bærer på meget fra fortiden, som hun forsøger flygte fra og glemme, og under deres ophold i Paris foreslår Sti, at de skilles. Han finder sig uværdig til hendes kærlighed og spår, hun nok skal møde den rette mand.:156-158 
Der går ”det meste af et Aar”,:162  før læseren igen møder Marie, som efter en del flakken rundt nu bor i Nürnberg, sammen med en ung rig adelsmand, som forguder hende. Men en dag kommer den unge mand af dage i en rideulykke, og Marie mister sin velgører og må i foråret 1673 vende tilbage til Tjele, efter at hele hendes medgift nu er brugt op.:159-164 
De næste mange år bor Marie Grubbe på Tjele, de første seks år hos sin gerrige far, men indgår så for at slippe væk et fornuftsægteskab med sin fars gårdbestyrer Palle Dyre. Han vælger dog, at parret skal blive boende på Tjele, hvor Marie nu gennem ti år lever i et ”aldeles begivenhedsløst Ægteskab”:165  med en mand hun foragter, så at hun i stedet i stigende grad finder velbehag i mad og drikke og efterhånden lader sit ydre forfalde.:165-168 
Men så en nat brænder godsets hestestald, og da Marie, som nu er midt i fyrrerne, står og betragter branden, får hun øje på en stor og flot ung mand, som kæmper for at redde de mange heste ud. Marie kan ikke glemme synet af denne toogtyveårige Søren Ladefoged, og en dag på en af hendes vandreture mødes de tilfældigt, men udveksler kun nogle få høfligheder. De næste dage ser de igen flere gange hinanden, på afstand med stjålne blikke. Søren undrer sig over, at den fine herskabsfrue kigger så smilende og hemmelighedsfuldt på ham, og han fyldes med længsel. Så en dag tager han sig sammen, går hen til Marie og erklærer hende sin kærlighed og fortæller hende, at da han således har forbrudt sig mod reglerne for herskab og tjenestefolk, vil han tage sig af dage. Men Marie trygler ham om at lade være, og kaster sig om hans hals og siger, hun elsker ham.:168-177 
Marie og Søren lykkes i den første tid med at holde deres forhold hemmeligt, men det bliver så opdaget af tjenestefolkene, som dog ikke røber dem til Maries mand og hendes far. Men tjenestepigerne kan ikke lade være med at drille Søren med forholdet, og karlene undrer sig over, Søren vil have en halvgammel kvinde, når han nemt kan få en ung. Han bliver mere forsigtig med at opsøge Marie, og indleder på skrømt et forhold til Ane, en af tjenestepigerne. Men en dag slår det klik for ham, da han skyder Ane med en haglbøsse og dernæst stikker af. Ane overlever og fortæller Palle Dyre hele historien om hans kones utroskab med Søren. Palle Dyre er i første omgang indstillet på at se gennem fingre med det skete, også for at undgå skandale, men Erik Grubbe er vred, sender ryttere ud for at anholde Søren og anmoder kongen om lov til at gøre Marie arveløs. I marts 1691 bliver Marie Grubbe og Palle Dyre skilt, og Marie og Søren forlader Tjele sammen.:178-188 
En måned senere lever Søren og Marie af at underholde på markeder og er nået til Ribe, hvor domkirken den aften i anledning af landemode er åben for byens bedre borgerskab. Søren vil også ind og kigge, og efter lidt betænkning går Marie med. Hurtigt bliver de dog gennet ud igen, og bliver til grin blandt de øvrige fattige udenfor.:189-190 
Den sommer sidder Søren og Marie sammen med nogle mænd en aften på en kro i Arhus og spiller kort, da byens alderstegne skarpretter dukker op og blandt kortspillerne forsøger at hverve en efterfølger til sit – lidet eftertragtede om end vellønnede – embede. Efter lidt forklaring takker en af mændene ja til tilbuddet. Skarpretteren vil gerne fejre aftalen ved at byde alle på et glas, og mændene nikker lidt tøvende og får serveret. Så går Marie Grubbe hen og hvisker noget i Sørens øre, hvorefter han ryster på hovedet. Og så er det Marie tager Sørens krus og hælder indholdet på gulvet, for at vise sin afsky over for skarpretteren. Senere, oppe på deres værelse, straffer Søren Marie med pisk for at have ydmyget ham foran de andre.:190-196 
Da Erik Grubbe dør i 1696, arver Marie kun en mindre sum, som Søren først bruger på en ikke særlig indbringende forretning med hestehandel, for senere at købe Burrehuset, et færgested på Falster. Her bor de to resten af deres dage og lever af at færge folk frem og tilbage til Møn, og beværte de rejsende. De har det godt sammen i en årrække, men så bliver Søren i 1711 efter en mystisk skudepisode fængslet og idømt tre års strafarbejde. Samme år plager pesten i København, og en ung Ludvig Holberg søger tilflugt i Burrehuset, hvor han fører interessante samtaler med Marie om moral og tro.:197-202 

## Tilblivelse
Saa er De saa god at spørge til Marie Grubbe, og jeg maa mismodigt berette, at det er det langsommeligste og uomgængeligste Fruentimmer, der kan gaa i et Par Sko med Rosetter paa. Jeg ved ikke alt det Onde, jeg vil sige om hende, hvordan hun pludselig kan blive stædig og ikke vil gå af Pletten, og om hvordan hun engang imellem hele Timer kan tygge paa en Replik og endda ikke faa den sagt.
Jacobsen har muligvis fået ideen til en bog om Marie Grubbe efter at have læst nogle kronikker af Georg Brandes om H.C. Andersen, som skrev historien "Hønse-Grethe fortæller", der netop handler om Marie Grubbe.:207 
Jacobsen gik i gang med Fru Marie Grubbe, som var hans første roman, efter udgivelsen i 1872 af novellen Mogens, men arbejdet med at skrive bogen lå i perioder stille, og der skulle gå fire år, før bogen var færdig. I oktober 1874 tryktes de to første kapitler i litteraturtidsskriftet Nyt dansk Maanedsskrift, men det meste af bogen blev skrevet i månederne op til udgivelsen lige før jul 1876.:205 
Jacobsen indledte arbejdet med bogen med omfattende historiske studier på det kongelige bibliotek, om alt fra personalhistorie, topografi, tale- og skriftsprog, kulturhistoriske og historiske og religiøse forhold til beklædning, sæder og skikke.:210 

## Modtagelse og eftermæle
Bogen fik ved sin udgivelse i det store og hele positive anmeldelser, men visse anmeldere var også forundrede, skeptiske og tøvende. Skrivestilen var ny og ukendt i dansk og nordisk sammenhæng, og skildringen af Marie Grubbes sociale nedtur og egenrådige forhold til mænd vakte foruroligelse og opstandelse. Man opfattede det som en lidt vovet fortælling, og det første oplag på 1.250 eksemplarer blev udsolgt på 10 dage. Bogen blev i sin samtid opfattet som en ”skandalesucces”, som inden længe var oversat til både svensk og tysk. Som forudset af Georg Brandes, som fulgte Jacobsens arbejde med interesse, er bogen pga. sin forfatters litterære stil og egensindige tilgang til opgaven blevet en klassiker i dansk litteratur, som har påvirket såvel dansk som udenlandsk, især tysk, litteraturopfattelse og som stadig afstedkommer litteraturhistoriske undersøgelser.:205-208 
Romanen blev optaget i Danmarks kulturkanon i 2006, med følgende begrundelse:
Portrættet af Marie Grubbe indvarsler en ny tids ændrede forhold mellem mænd og kvinder. Maries følelser blotlægges i sansenære punktnedslag adskilt af episke spring, som løsrevne mosaiksten, der tilsammen antyder en livshistorie. Jacobsen er på én gang illusionsløs og intenst medlevende i sin skildring af en frigjort kvindes ubændighed og vildfarelser, og det hele sker i sproget: en bevidsthedsstrømmende, atmosfæremættet og detaljerig prosa, der låner træk fra barokken, såvel i dialogen som i ambitionen om at drive den lyriske beskrivelse til at indfange de mindste indtryk og bevægelser i et rastløst, lidenskabeligt sind.